# Javier Ignacio García
Javier Ignacio García Arrighi (Rosario, Argentina, 25 de enero de 1981) es un exfutbolista argentino. Actualmente director técnico de las inferiores del Club Atlético Rosario Central.

## Clubes
| Club                        | País      | Año       |
| --------------------------- | --------- | --------- |
| Rosario Central             | Argentina | 2001-2002 |
| Avellino                    | Italia    | 2002      |
| Viterbese                   | Italia    | 2003      |
| Tiro Federal                | Argentina | 2003-2005 |
| Gimnasia y Esgrima de Jujuy | Argentina | 2005-2007 |
| Chacarita Juniors           | Argentina | 2007      |
| O'Higgins                   | Chile     | 2008      |
| Tiro Federal                | Argentina | 2009      |
| Central Córdoba             | Argentina | 2009      |